# Akiho Yoshizawa
Akiho Yoshizawa (en japonés: 吉沢明歩; romanizado: Yoshizawa Akiho) (Tokio, 3 de marzo de 1984) es una ex AV Idol japonesa, que también ha desarrollado su carrera como actriz en películas convencionales, en producciones televisivas y de Pinky Violence. Con una carrera de más de 15 años, Yoshizawa llegó a ser reconocida como una de las caras más famosas de la industria del entretenimiento para adultos en Japón.
Comenzó su carrera audiovisual en 2003 con las compañías Alice Japan y Max-A, pasando en 2007 a los estudios Maxing y S1 No. 1 Style, apareciendo junto a otras AV Idols famosas como Yuma Asami, Mihiro, Sora Aoi o Megu Fujiura. También fue miembro del grupo de Idols Ebisu Muscats entre 2008 y 2013. A finales de 2018 anunció su retiro como AV Idol, estrenándose sus últimas películas para adultos en marzo de 2019.

## Vida y carrera

### Debut audiovisual: Alice Japan y Max-A
Natural de Tokio, donde nació en marzo de 1984, hizo su primera aparición como gravule idol en la revista Young Magazine de la compañía Kodansha en 2002. En febrero de 2003 posó para fotografías como modelo de Hiroyuki Yoshida, quien lanzó tras esas sesiones el fotolibro Akiho (あ き ほ). Un mes después, hizo su debut audiovisual con sendos contratos con los estudios Alice Japan y Max-A. Su primer video fue Angel, lanzado por el sello Alice Japan en marzo de 2003. Su segundo video, 18-Teens, fue hecho para Max-A apenas un mes después, llegando a alternar su actividad con ambos estudios, realizando, por lo general, una película al mes. Por su trabajo en su primer año como AV Idol, Yoshizawa fue nominada al Premio a la Mejor actriz revelación en los Premios X City Grand Prix de 2003.

### Aparición en televisión y Pinky Violence
Además de sus videos como AV Idol, también ha hecho apariciones en televisión, como actriz en películas convencionales y softcore, como la cinta de terror Koibone de agosto de 2004 Koibone, así como en producciones de Pinky Violence, como Picture Book of a Beautiful Young Girl: Soaked Uniform. En televisión Yoshizawa apareció en el dorama Jōō (嬢 王), producido por TV Tokyo y que tuvo 12 episodios emitidos, entre octubre y diciembre de 2005, compartiendo plantel con su compañera AV Idol Sora Aoi. Yoshizawa regresaría como invitado especial en la secuela de 2009, Jōō Virgin (嬢 王 Virgin).
En 2005 protagonizó la película de temática Pinky Violence Fascinating Young Hostess: Sexy Thighs, clasificada como la Mejor película del año en el Pink Grand Prix de 2006. Yoshizawa ganó el tercer premio a Mejor actriz en la misma ceremonia por su papel en dicha película. En una entrevista, Yoshikawa dijo que conoció al director de la película, Tetsuya Takehora, cuando él la dirigió en una producción anterior como AV Idol para TMC También logró el premio a la Mejor actriz por su trabajo en el género PV en los premios Pinky Ribbon de ese año.
Junto con otras dos AV Idols, Mihiro y Kaho Kasumi, Yoshizawa se incursionó en otros formatos como el desarrollado para PlayStation Portable (PSP) con el título English Cram School, donde las tres actrices daban lecciones de inglés. Otro video fue el All Star Yakyuken Battle, lanzado en diciembre de 2006, una versión de estriptis del juego clásico piedra, papel o tijera, donde Yoshizawa aparecía junto a otras actrices AV como e unió a las actrices AV An Nanba, Kaho Kasumi, Kaede Matsushima, Mihiro Taniguchi, Ran Asakawa, Rei Amami, Sora Aoi y Yua Aida.
En 2006, Yoshizawa protagonizó el drama histórico ambientado en el período Edo, The Inner Palace: Indecent War, lanzado por Max-A bajo la etiqueta DoraMax en julio de 2006. Además del video hardcore, la película también fue lanzada en una versión más corta con clasificación softcore. Posteriormente protagonizaría su secuela, también distribuida en ambos formatos, The Inner Palace: Flower of War.

### Maxing y S1
A finales de 2006, Yoshizawa abandonó las producciones de Alice Japan y Max-A y comenzó a trabajar para dos nuevas compañías audiovisuales, Maxing y S1 No. 1 Style, con la misma frecuencia que en sus antiguos estudios de producción por mes. Tras ese cambio, su primer video Sell Debut Love Acky, producido por Maxing y lanzado en octubre de 2006. Con S1 debutaría poco después, en enero de 2007, con Hyper-Risky Mosaic Akiho Yoshizawa, dirigida por Hideto Aki.
El trabajo de Yoshizawa como AV Idol le llevó en 2007 al reconocimiento con varios premios. Uno de sus videos de S1, Hyper Risky Mosaic - Special Bath House Tsubaki, con otras estrellas del estudio como Sora Aoi, Honoka y Yuma Asami entre otras, le valió el primer lugar en el concurso AV Open de 2007. También ganó el premio a la Mejor Actriz en el evento de 2007 Vegas Night, celebrado en la ciudad de Las Vegas, en Nevada (Estados Unidos), llevándose su video Hyper-Risky Mosaic Akiho Yoshizawa el premio al segundo lugar en la categoría de Mejor producción. En otros medios, fue nominada en 2008 al premio a la Mejor actriz por sus apariciones en el canal para adultos 902 (Midnight Blue) en la emisora de televisión por satélite SKY PerfecTV!. Al año siguiente, en los premios Moodyz, una competencia entre 37 compañías de producción audiovisual patrocinadas por el distribuidor AV más grande de Japón, Hokuto Corporation, ganó el premio al segundo lugar a la Mejor actriz. Su permanencia en S1 también marcó el comienzo de su estrecha amistad con Yuma Asami, ya que la pareja pasó a coprotagonizar varias películas en los siguientes años (hasta el retiro de Asami en 2015).

### Cine convencional y otras actuaciones
En otros géneros, Yoshizawa interpretó a la ninja Kasumi en la producción de acción erótica (V-Cinema) Lady Ninja Kasumi 4 (2007), basado en un manga de Youji Kanbayashi y Jin Hirano. En abril de 2008 comenzó a formar parte del elenco habitual del programa nocturno de variedades de TV Osaka Please Muscat, que también incluía a otras actrices de S1 como Sora Aoi, Mihiro, Yuma Asami o Tina Yuzuki, cantando y realizando parodias. Entre 2008 y 2013 fue miembro de la primera formación del grupo de Idols Ebisu Muscats.
En mayo de 2008 apareció en la comedia de ciencia ficción Shin supai gâru daisakusen, donde interpretaba a una malvada y seductora alienígena. Tuvo un papel importante como Makoto en el drama Hanky-Panky Baby, sobre un grupo de jóvenes que intentan hacer una película. Más tarde interpretaría a mujer conductora de un Dekotora heredado de su padre en la película de acción Deco Truck Gal Nami. La película generaría tres secuelas de V-cinema protagonizadas por Yoshizawa y siendo "todo un género de películas de Lady Truckers en Japón". Una versión doblada al inglés se lanzaría a través de Switchblade Pictures bajo el título como Big Bad Mama-San - Dekotora.
En noviembre de 2008 participó en el lanzamiento de V-Cinema basado en manga Irokoishi: Horo-hen kabuki-cho zecchotaiketsu!!, donde Yoshizawa interpretaba a la heroína Rie. Era la tercera entrega de una trilogía original, en la que Rie acababa siendo víctima de la hipnosis erótica del malvado Ishida y es rescatado por el héroe Kikunosuke. También en 2008, Yoshizawa interpretó al personaje principal en la fantasía de ciencia ficción de Maid-Droid, posteriormente estrenada en cines por Shintōhō Eiga. En 2010, Yoshizawa fue seleccionada para protagonizar el episodio inaugural de la serie de videos Scary Erotic Ghost Stories, que combinaba horror y erotismo. En 2015 protagonizó la película de suspense surcoreana Maze: Secret Love.
Yoshizawa, ex competidora de judo durante su escuela secundaria, estuvo bastante vinculada con la lucha libre profesional japonesa. El luchador y artista de artes marciales mixtas Alexander Otsuka se reveló a sí mismo como un fan de Yoshizawa, mientras que All Japan Pro Wrestling llegó a poner su nombre a un campeonato, la "Copa Akiho Yoshizawa", evento patrocinado por S1 No. 1 Style en enero de 2010, que fue ganado por el equipo de Keiji Mutō, Masakatsu Funaki y Ryota Hama, bajo la dirección de una de las compañeras de trabajo habituales de Yoshizawa, Megu Fujiura.

### Retiro como AV Idol
Yoshizawa continuó haciendo producciones como AV Idol, protagonizando a finales de 2010 su primera cinta en 3D para el estudio Maxing. Cuando el principal distribuidor japonés de videos para adultos, DMM, realizó una encuesta a sus clientes en 2012 para elegir a las 100 mejores actrices AV Idol de todos los tiempos para celebrar el 30 aniversario del comienzo de la industria en el país nipón, Akiho Yoshizawa fue seleccionada como la tercera mejor. El abril de 2015 filmaba Akiho Yoshizawa × MAXING100 Work Memorial, su película número 100 con el estudio Maxing, dirigida por Aohige Daigo, convirtiéndose así en la actriz que llevaba más tiempo trabajando en el estudio.
Yoshizawa también continuó con su producción constante y prolífica en la década de 2010 y en 2018 apareció en más de 1000 títulos de películas para adultos (incluidas compilaciones), si bien el portal internacional IAFD solo recoge 33. El 1 de octubre de 2018, Yoshizawa anunció en su blog su retirada de la escena audiovisual en marzo de 2019. Yoshizawa llevó a cabo una última gira de reuniones de fans entre enero y marzo de 2019, concluyendo su carrera como AV Idol por de 16 años. Su última producción para S1 fue Akiho Yoshizawa AV Retirement, estrenada el 7 de marzo de 2019, un lanzamiento de dos discos con 4 horas de contenido y un documental sobre su carrera y retiro. La última película para adultos de Yoshizawa, AV Complete Withdrawal ~ FINAL SEX ~ Yoshizawa Akiho, del estudio Maxing, fue lanzada el 16 de marzo de 2019. Su reunión de despedida se llevó a cabo el 31 de marzo de 2019.
Desde su retiro de AV, Yoshizawa ha trabajado como consejera especial en la Clínica Aria Roppongi y ha producido su propio podcast Akiho 'Acky' Yoshizawa-The Radio, emitido en Apple Podcast. En una entrevista de octubre de 2019, Yoshizawa insinuó sus intenciones de convertirse en novelista de temática romántica, confirmando en febrero de 2020 a través de su perfil en Twitter sus intenciones de escribir su primera novela. Paralelo a esto, el 28 de marzo de 2020, Yoshizawa publicó su novela autobiográfica 16 Years as an AV Actress, donde detallaba su carrera y sus experiencias personales en la industria del cine para adultos.